# La revolución de Juan Escopeta
La revolución de Juan Escopeta és una pel·lícula d'animació mexicana produïda per Animex Producciones (responsables de La leyenda de la nahuala i Nikté) i Aeroplano Films, va ser dirigida per Jorge A. Estrada i va ser estrenada a le sales el 4 de novembre del 2011.
Va comptar amb la participació de Joaquín Cosío, Bruno Bichir, Julieta Egurrola, Dolores Heredia i aquest seria un dels últims treballs de l'actor Carlos Cobos a causa de la seva posterior mort a l'any següent. Fins al moment i com no hi ha hagut alguna producció nova, aquest seria l'últim llargmetratge de la companyia en animació tradicional.

## Història
En 1914 al poble de Mineral de la Luz, ubicat a l'estat de Guanajuato viu un nen anomenat Gapo qui ha de deixar-lo enrere ja que es després de presenciar la mort de la seva mare decideix anar al nord a la recerca del seu germà major més conegut com El Damián un heroi revolucionari, però no estarà sol ja que en el seu viatge l'acompanyarà l'ex soldat però pistoler a sou Juan Escopeta; durant el seu viatge travessaran llocs i esdeveniments molt significatius per al que és la Revolució Mexicana a més de que un assassí anomenat “El Zopilote” estarà també a la recerca d'aquest heroi.

## Repartiment de veu
- Joaquín Cosío com Juan Escopeta
- Ulises Nieto com Gaspar ¨Gapo¨ Tena
- Pedro Plasencia com Timoteo ¨Timo¨ Domínguez
- Julieta Egurrola com La Monja
- Dolores Heredia com Doña Carmen
- Carlos Cobos com El Gordo
- Bruno Bichir com El Zopilote
- Lalo Tex com Celedonio

## Producció
L'animació va ser feta a Animex Producciones amb el suport de Grup Es Comic! amb algunes referències històriques (com l'ambient, la vestimenta i algun que un altre esdeveniment que es va dur a terme en algun poble vist dins de la trama) i part de la història va venir per part d'alguns dels escriptors de la productora Aeroplao Films.
La música va ser composta pel cèlebre compositor Jorge Calleja i en la part de la producció va córrer per Ricardo Arnaiz.

## Còmic
En el 2010 es va llançar un còmic a manera de preqüela de la cinta escrit pel mateix director Jorge A. Estrada.

## Estrena
Originalment es tenia pensada estrenar-se durant els festejos del Centenari de la Revolució Mexicana, no obstant això la pel·lícula es va retardar per complicacions de la producció, per la qual raó va sortir a l'any següent i per fi va poder estrenar-se el 4 de novembre.